# الدوري الكويتي 1976–77
أقيم بطولة الدوري الكويتي السادسة عشر في موسم 1976/1977، وقد شارك في البطولة 8 فرق، وقد استطاع نادي الكويت تحقيق لقب البطولة للمرة الخامسة بتاريخه.

## ترتيب الفرق
| الفريق                | لعب | فاز | تعادل | خسر | له | عليه | النقاط |
| --------------------- | --- | --- | ----- | --- | -- | ---- | ------ |
| نادي الكويت           | 14  | 11  | 2     | 1   | 35 | 13   | 24     |
| نادي القادسية الكويتي | 14  | 10  | 2     | 2   | 37 | 17   | 22     |
| نادي السالمية         | 14  | 6   | 4     | 4   | 30 | 26   | 16     |
| نادي كاظمة            | 14  | 5   | 3     | 6   | 23 | 26   | 13     |
| نادي اليرموك          | 14  | 2   | 7     | 5   | 15 | 23   | 11     |
| نادي العربي الكويتي   | 14  | 3   | 4     | 7   | 15 | 22   | 10     |
| نادي الشباب الكويتي   | 14  | 3   | 3     | 8   | 18 | 29   | 9      |
| نادي الفحيحيل         | 14  | 1   | 5     | 8   | 8  | 25   | 7      |

## هداف البطولة
- جاسم يعقوب وفيصل الدخيل (القادسية) 12 هدف.

## أرقام من البطولة
- أكثر الفرق تحقيقا للفوز هو نادي الكويت ب11 فوز.
- أقل الفرق تحقيقا للفوز هو نادي الفحيحيل بفوز واحد.
- أكثر الفرق تحقيقا للتعادل هو نادي اليرموك ب7 تعادلات.
- أقل الفرق تحقيقا للتعادل هما نادي الكويت ونادي القادسية الكويتي بتعادلين.
- أقل الفرق تعرضا للخسارة هو نادي الكويت بخسارة واحدة.
- أكثر الفرق تعرضا للخسارة هما نادي الشباب الكويتي ونادي الفحيحيل ب8 خسائر.
- أكثر الفرق تسجيلا للأهداف هو نادي القادسية الكويتي ب37 هدف، وقد تقاسم جاسم يعقوب وفيصل الدخيل تسجيل 24 هدف منهم.
- أقل الفرق تسجيلا للأهداف هو نادي الفحيحيل ب8 أهداف.
- أقل الفرق تعرضا للأهداف هو نادي الكويت ب13 هدف.
- أكثر الفرق تعرضا للأهداف هو نادي الشباب الكويتي ب29 هدف.